# ISO 3166-2:MN
Kody ISO 3166-2 dla mongolskich ajmaków
Kod składa się z dwu części: 
- liter MN oznaczających Mongolia według ISO 3166-1
- dwóch cyfr identyfikujących kolejne ajmaki

## Kody ISO
| MN-1   | Ułan Bator                 |
| MN-035 | Ajmak orchoński            |
| MN-037 | Ajmak darchański           |
| MN-039 | Ajmak chentejski           |
| MN-041 | Ajmak chubsugulski         |
| MN-043 | Ajmak kobdoski             |
| MN-046 | Ajmak uwski                |
| MN-047 | Ajmak centralny            |
| MN-049 | Ajmak selengijski          |
| MN-051 | Ajmak suchebatorski        |
| MN-053 | Ajmak południowogobijski   |
| MN-055 | Ajmak południowochangajski |
| MN-057 | Ajmak dzawchański          |
| MN-059 | Ajmak środkowogobijski     |
| MN-061 | Ajmak wschodni             |
| MN-063 | Ajmak wschodniogobijski    |
| MN-064 | Ajmak gobijsko-sumberski   |
| MN-065 | Ajmak gobijsko-ałtajski    |
| MN-067 | Ajmak bulgański            |
| MN-069 | Ajmak bajanchongorski      |
| MN-071 | Ajmak bajanolgijski        |
| MN-073 | Ajmak północnochangajski   |